# Giordano Turrini
Giordano Turrini (Anzola dell'Emilia, 28 de marzo de 1942) es un deportista italiano que compitió en ciclismo en la modalidad de pista, especialista en las pruebas de velocidad y tándem.
Participó en los Juegos Olímpicos de México 1968, obteniendo una medalla de plata en la prueba de velocidad individual. Ganó siete medallas en el Campeonato Mundial de Ciclismo en Pista entre los años 1965 y 1976.

## Medallero internacional
| Juegos Olímpicos   | Juegos Olímpicos            | Juegos Olímpicos  | Juegos Olímpicos         |
| Año                | Lugar                       | Medalla           | Competición              |
| ------------------ | --------------------------- | ----------------- | ------------------------ |
| 1968               | Ciudad de México (México)   | Medalla de plata  | Velocidad individual     |
| Campeonato Mundial |                             |                   |                          |
| Año                | Lugar                       | Medalla           | Competición              |
| 1965               | San Sebastián (España)      | Medalla de plata  | Velocidad individual (A) |
| 1966               | Fráncfort (RFA)             | Medalla de bronce | Tándem (A)               |
| 1968               | Montevideo (Uruguay)        | Medalla de oro    | Tándem (A)               |
| 1971               | Varese (Italia)             | Medalla de bronce | Velocidad individual (P) |
| 1972               | Marsella (Francia)          | Medalla de bronce | Velocidad individual (P) |
| 1973               | San Sebastián (España)      | Medalla de plata  | Velocidad individual (P) |
| 1976               | Monteroni di Lecce (Italia) | Medalla de plata  | Velocidad individual (P) |

## Palmarés
- 1964
  - Campeón de Italia amateur de tándem, con Giovanni Pettenella
- 1965
  - Campeón de Italia amateur de velocidad
- 1966
  - Campeón de Italia amateur de tándem, con Walter Gorini
- 1967
  - Campeón de Italia amateur de velocidad
- 1968
  - Campeón del mundo amateur de tándem, con Walter Gorini 
  - Campeón de Italia amateur de tándem, con Walter Gorini 
  - Medalla de plata a los Juegos Olímpicos de Ciudad de México en velocidad individual
- 1970
  - Campeón de Italia de velocidad
- 1971
  - Campeón de Italia de velocidad
- 1972
  - Campeón de Europa de Velocidad
  - Campeón de Italia de velocidad
- 1974
  - Campeón de Europa de Velocidad
  - Campeón de Italia de velocidad
- 1975
  - Campeón de Italia de velocidad
- 1976
  - Campeón de Europa de Velocidad
- 1977
  - Campeón de Europa de Velocidad
- 1978
  - Campeón de Europa de Velocidad
  - Campeón de Italia de velocidad
- 1979
  - Campeón de Europa de Velocidad
  - Campeón de Italia de velocidad
- 1980
  - Campeón de Italia de velocidad